# Сильницы (деревня)
Сильницы — деревня в Ростовском районе Ярославской области России. В рамках организации местного самоуправления включается в сельское поселение Петровское.

## География
Находится в 3 км южнее посёлка Малиновка. В Малиновке расположена железнодорожная станция Сильницы. 191 км от Москвы.

### Климат
Климат характеризуется как умеренно континентальный, с умеренно холодной зимой и относительно тёплым влажным летом. Среднегодовая температура воздуха — +3,4 °C. Средняя температура воздуха самого холодного месяца (января) — −11,1 °C (абсолютный минимум — −46 °C); самого тёплого месяца (июля) — +17,3 °C (абсолютный максимум — +36 °C). Годовое количество атмосферных осадков составляет 500—600 мм, из которых большая часть выпадает в тёплый период.

### Часовой пояс
Сильницы, как и вся Ярославская область, находится в часовой зоне МСК (московское время). Смещение применяемого времени относительно UTC составляет +3:00.

## Население
Население на 1 января 2007 года — 7 человек.

## Известные жители
В Сильницах 26 декабря 1912 года (8 января 1913) родился Василий Александрович Соков — русский советский шашист и шахматист.